# Laure Lepailleur

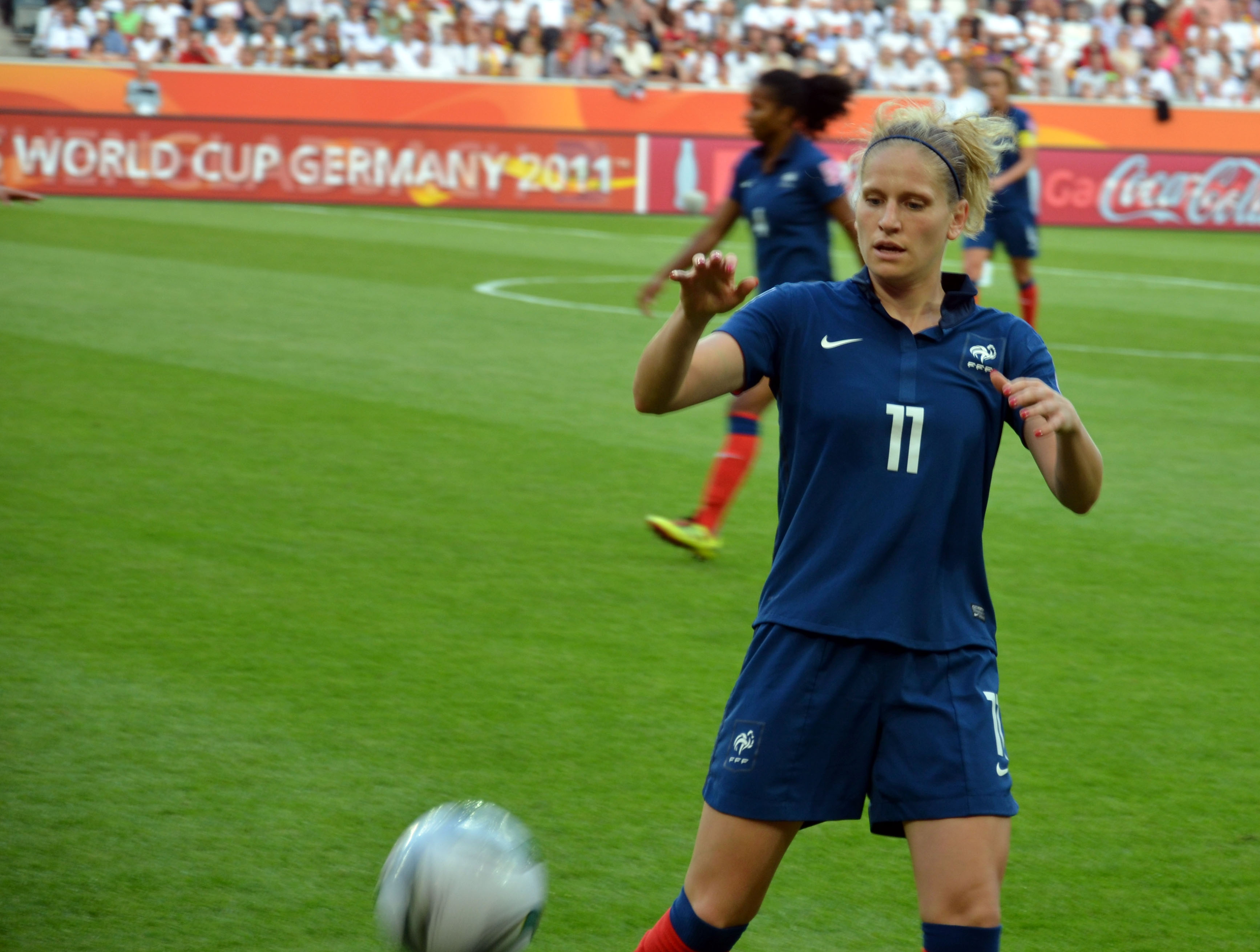
Laure Lepailleur

Laure Lepailleur (* 7. März 1985 in Bernay) ist eine französische Fußballspielerin.

## Vereinskarriere
Die Abwehrspielerin begann als Jugendliche beim SC Bernay und, ab 1999, AC Évreux in ihrer normannischen Heimatregion mit dem Fußballsport. 2002 wurde sie in das INF Clairefontaine aufgenommen und spielte auch für dessen Ligateam. Zwei Jahre später heuerte Laure Lepailleur beim Erstligisten HSC Montpellier an, mit dem sie 2005 ihren ersten Landesmeistertitel und 2006 auch den französischen Frauenpokal gewann. Gleich anschließend wechselte sie zu Olympique Lyon und war auch dort erfolgreich (Meistertitel 2007 und 2008).
Seit der Saison 2008/09 spielte sie für den Hauptstadtklub Paris Saint-Germain, wo sie 2010 einen weiteren Landespokal in ihre Trophäensammlung einreihen konnte. In der Winterpause 2012/13 hat Laure Lepailleur PSG verlassen und sich dem Juvisy FCF angeschlossen, für den sie dann aber aus gesundheitlichen Gründen lediglich noch ein Pflichtspiel im Februar 2014 bestreiten konnte.

## In der Nationalelf
2003 stand Laure Lepailleur mit der französischen A-Jugend-Auswahl im Endspiel der U-19-Europameisterschaft in Deutschland und gewann dort ihren ersten internationalen Titel. Seit März 2005 ist sie auch A-Nationalspielerin. Bei der Fraueneuropameisterschaft 2009 gehörte sie zum Aufgebot der Bleues, wurde aber nur im mit 1:5 verlorenen Spiel gegen die deutsche Elf eingewechselt.
Nationaltrainer Bruno Bini hatte Lepailleur 2011 auch in den Kader für die WM in Deutschland berufen, wo sie in fünf der sechs französischen Spiele zum Einsatz kam und das Turnier auf dem vierten Platz beendete. Bis zum Ende ihrer Karriere hat sie 38 A-Länderspiele für Frankreich bestritten, wobei ihr zwei Treffer gelangen (Stand: 20. November 2011).

## Palmarès
- Französische Meisterschaft: 2005, 2007, 2008
- Französischer Pokalsieger: 2006, 2010
- WM-Teilnahme: 2011
- EM-Teilnahme: 2009
- U-19-Europameisterin: 2003

## Nach ihrer Zeit als Spielerin
Nachdem Laure Lepailleur, die bereits zwischen 2003 und 2006 ein Hochschuldiplom in Sportwissenschaften und -praxis (auf Französisch: Sciences et techniques des activités physiques et sportives oder kurz STAPS) erworben hatte, ihre Spielerkarriere aufgrund einer Verletzung vorzeitig beenden musste, leitete sie ab 2014 den Jugend- und Ausbildungsbereich der Frauenfußballabteilung von Paris Saint-Germain. Dort absolvierte sie zusätzlich eine Ausbildung zur Übungsleiterin. Im Juli 2015 kehrte sie zu Juvisy zurück, wo sie während der Saison 2015/16 als Co-Trainerin des neuen Chefs der Ligaelf tätig war.
Laure Lepailleur hatte zudem bereits 2015 für Eurosport als Kommentatorin bei der Weltmeisterschaftsendrunde in Kanada gearbeitet. Seit 2018 ist sie in gleicher Funktion für Radio Monte Carlo tätig; auch für diesen Sender hat sie Spiele bei einer Weltmeisterschaft kommentiert – 2019, diesmal im eigenen Land –, ist aber nicht alleine auf den Frauenfußball festgelegt.
Im September 2020 verpflichtete der Erstligaaufsteiger Le Havre AC Lepailleur als Generalmanagerin seiner Frauenfußballabteilung und beförderte sie am Ende der Hinrunde zudem zur Trainerassistentin bei der Ligaelf aus ihrer normannischen Herkunftsregion.